# Daniel Portman
Daniel Portman, pseudonimo di Daniel Porter (Glasgow, 13 febbraio 1992), è un attore britannico, conosciuto soprattutto per il ruolo di Podrick Payne nella serie televisiva Il Trono di Spade (Game of Thrones).
È figlio dell'attore Ron Donachie, che ha interpretato ser Rodrik Cassel, il maestro d'armi di Casa Stark nella medesima serie.

## Filmografia

### Cinema
- Outcast, regia di Colm McCarthy (2010)
- La parte degli angeli (The Angels' Share), regia di Ken Loach (2012)
- Wasteland 26: Six Tales of Generation Y, regia di Keir Siewert (2014)
- Robert the Bruce - Guerriero e re (Robert the Bruce), regia di Richard Gray (2019)

### Televisione
- Il Trono di Spade (Game of Thrones) – serie TV, 35 episodi (2012-2019)
- Vigil - Indagine a bordo (Vigil) – miniserie TV, 5 puntate (2021)
- Black Mirror – serie TV, episodio 6x02 (2023)

## Doppiatori italiani
Nelle versioni in italiano delle opere in cui ha recitato, Daniel Portman è stato doppiato da:
- Paolo Vivio in Vigil - Indagine a bordo, Black Mirror
- Raffaele Carpentieri ne Il Trono di Spade